# Віннік Іван Іванович
Іва́н Іва́нович Ві́ннік (нар. 18 червня 1985, с. Шийківка, Борівський район, Харківська область, Українська РСР) — український військовослужбовець, полковник Збройних сил України, командир 72-ї окремої механізованої бригади оперативного командування «Північ» Сухопутних військ Збройних Сил України. Учасник російсько-української війни. Герой України.

## Біографія
Народився 1985 року в селі Шийківка Борівського району Харківської області у багатодітній родині, ріс з двома братами та сестрою. Навчався у Шийківській загальноосвітній школі. Змалку мріяв стати військовим. Ще у шкільні роки втратив матір — вона померла від тяжкої хвороби. 2008 року закінчив факультет військової підготовки Національного технічного університету «Харківський політехнічний інститут» за спеціальністю «Озброєння та техніка танкових військ».
Військову службу розпочав на посаді заступника командира танкової роти з озброєння 30-ї окремої механізованої бригади, військова частина А0409, м. Новоград-Волинський. У 2010 році був призначений командиром танкової роти, у 2016 — командиром механізованого батальйону.
Одружений, має двох дітей, — сина та доньку.

### Бойовий шлях
З весни 2014 року брав участь в антитерористичній операції на сході України. У перших числах березня підрозділи бригади були направлені в Херсонську область, з 18 березня рота капітана Вінніка несла службу в селі Червоний Чабан (нині — Преображенка) Каланчацького району Херсонської області, на адміністративному кордоні з окупованим російськими військами Кримом, а наприкінці червня 2014 в складі 1-ї батальйонної тактичної групи 30-ї окремої механізованої бригади здійснила марш у бік села Сонцеве Старобешівського району Донецької області. 27 липня батальйонній тактичній групі, до складу якої входила танкова рота капітана Вінніка, було поставлене перше бойове завдання — взяти висоту Савур-могила. Під час бою загорівся танк, капітан Віннік вискочив з бойової машини і встиг її загасити, доки не загорілися паливні баки.
Під час «зачистки» від бойовиків села Степанівка Шахтарського району особисто забезпечував прикриття особового складу підрозділу 95-ї окремої аеромобільної бригади від шквального вогню противника, знищив замаскований танк противника, який контролював одночасно дві вулиці населеного пункту. Під час просування по вулиці помітив гранатометників противника, прийняв на свій танк два постріли з протитанкового гранатомета, чим врятував життя особового складу десантників. 29 липня виїхав зі своїм екіпажем на допомогу десантникам, маючи в боєкомплекті танка один снаряд. Останнім снарядом екіпаж танку знищив танк противника. 10 серпня, під час масованого обстрілу Степанівки російсько-терористичними підрозділами з важкої артилерії, ухвалив рішення щодо виведення підрозділу з-під вогневого обстрілу, що дозволило зберегти особовий склад і техніку для ведення подальших бойових дій.
Брав участь у боях за звільнення міста Міусинська, села Червона Поляна Антрацитівського району, міста Лутугине, міста Щастя та інших населених пунктів Луганської області. Загалом у період з липня по вересень 2014 року танкова рота під керівництвом капітана Вінніка виконала ряд бойових завдань, у ході яких були мінімальні втрати серед особового складу.
У квітні 2016 року отримав військове звання майора та був призначений командиром механізованого батальйону 30-ї окремої механізованої бригади; згодом отримав звання підполковника.
9 серпня 2022 року призначений командувачем 72-ї окремої механізованої бригади.

## Нагороди
- Звання Герой України з врученням ордена «Золота Зірка» (6 березня 2019) — за особисту мужність і героїзм, виявлені у захисті державного суверенітету та територіальної цілісності України, самовіддане служіння Українському народу[2].
- орден Богдана Хмельницького III ступеня (2022) — за особисту мужність і самовіддані дії, виявлені у захисті державного суверенітету та територіальної цілісності України, вірність військовій присязі.
- Недержавна відзнака орден «Народний Герой України» (26 березня 2016, 14-та церемонія вручення, м. Чернівці)[3].